# L'Espion qui m'aimait
Pour l'épisode de série télévisée, voir Saison 2 de NCIS : Los Angeles#Épisode 9 : L'Espion qui m'aimait (1/2).
Série
L'Homme au pistolet d'or
(1974) Moonraker
(1979)
Pour plus de détails, voir Fiche technique et Distribution.
L'Espion qui m'aimait (The Spy Who Loved Me) est un film d'espionnage britannique réalisé par Lewis Gilbert et sorti en 1977. C'est le 10e opus de la série des films de James Bond produite par EON Productions. Roger Moore y incarne James Bond pour la troisième fois.
L'Espion qui m'aimait reprend le titre original du roman Motel 007 (The Spy Who Loved Me) de Ian Fleming, paru en 1962, avec très peu d'éléments du roman : un choix de l'écrivain.
James Bond fait équipe avec l'agent soviétique Anya Amasova pour retrouver deux sous-marins nucléaires, l'un russe, l'autre britannique, qui ont mystérieusement disparu. Leur mission les conduit à affronter un ennemi redoutable, Requin, un géant de près de 2,20 m quasiment indestructible et doté d'une mâchoire en acier, coupante comme un rasoir ; 007 devra également affronter Karl Stromberg, l'employeur de Requin, qui désire se servir des sous-marins nucléaires volés pour détruire le monde et créer une cité sous-marine.

## Synopsis
Le sous-marin britannique HMS Ranger et le sous-marin soviétique Potemkine disparaissent. Le général Gogol envoie le major Anya Amasova, alias XXX, afin d'enquêter. James Bond, à la montagne, est poursuivi par quatre skieurs soviétiques après avoir reçu son ordre de mission. Il arrive à s'enfuir en tuant l'un d'entre eux (qui s’avère être l'amant d'Anya) et en sautant en parachute dans une vallée.
À Moscou, le général Gogol apprend à Amasova que son amant a été tué lors d'une opération ; elle accepte néanmoins la mission. Afin d'enquêter sur la disparition des sous-marins, M envoie Bond au Caire.
Quelque part en mer Méditerranée, deux scientifiques ayant développé un appareil de pistage de sous-marins sont assassinés par Karl Stromberg, lequel vit dans l’Atlantis, un bathyscaphe, qui est sa demeure « sous-marine ». Ce dernier démontre également sa cruauté en jetant sans pitié l'une de ses assistantes, supposée l'avoir trahi, dans un bassin contenant un requin tigre, lequel dévore la jeune femme. Il ordonne ensuite à deux assassins, Sandor et Requin, d'aller en Égypte afin de supprimer les plans du dispositif de pistage et de tuer quiconque s'y opposerait.
Au Caire, Bond se rend chez Fekkesh, un homme d'affaires désireux de vendre le dispositif de pistage en question. Accueilli par la belle secrétaire de ce dernier, Felicca, Bond l'embrasse. Il rencontre alors Sandor, qui tue Felicca et combat 007. Bond le force alors à révéler l'emplacement de Fekkesh, puis lâche le mercenaire dans le vide. Bond se rend ensuite à Gizeh où il trouve Fekkesh mort, tué par Requin. Bond et Amasova font équipe afin de persuader Max Kalba, au Caire, de leur restituer un microfilm contenant les informations sur le dispositif de pistage. Requin les retrouve, assassine Kalba et récupère le microfilm. Bond et Amasova entrent dans le van de Requin, alors conscient de la présence de passagers.
Le lendemain matin, les deux agents récupérent le microfilm et échappent à Requin. Sur le Nil, Bond examine le microfilm, avant d'être rendu inconscient par le major Amasova, qui dérobe le microfilm. Bond la retrouve en présence du général Gogol et de M, grâce à Q. Les deux chefs ont la conviction que Karl Stromberg serait impliqué. Bond et Amasova se dirigent alors vers l’Italie et la Sardaigne en prenant un train où ils sont à nouveau confrontés à Requin. Ils l'affrontent une deuxième fois : celui-ci s'en sort à nouveau indemne.

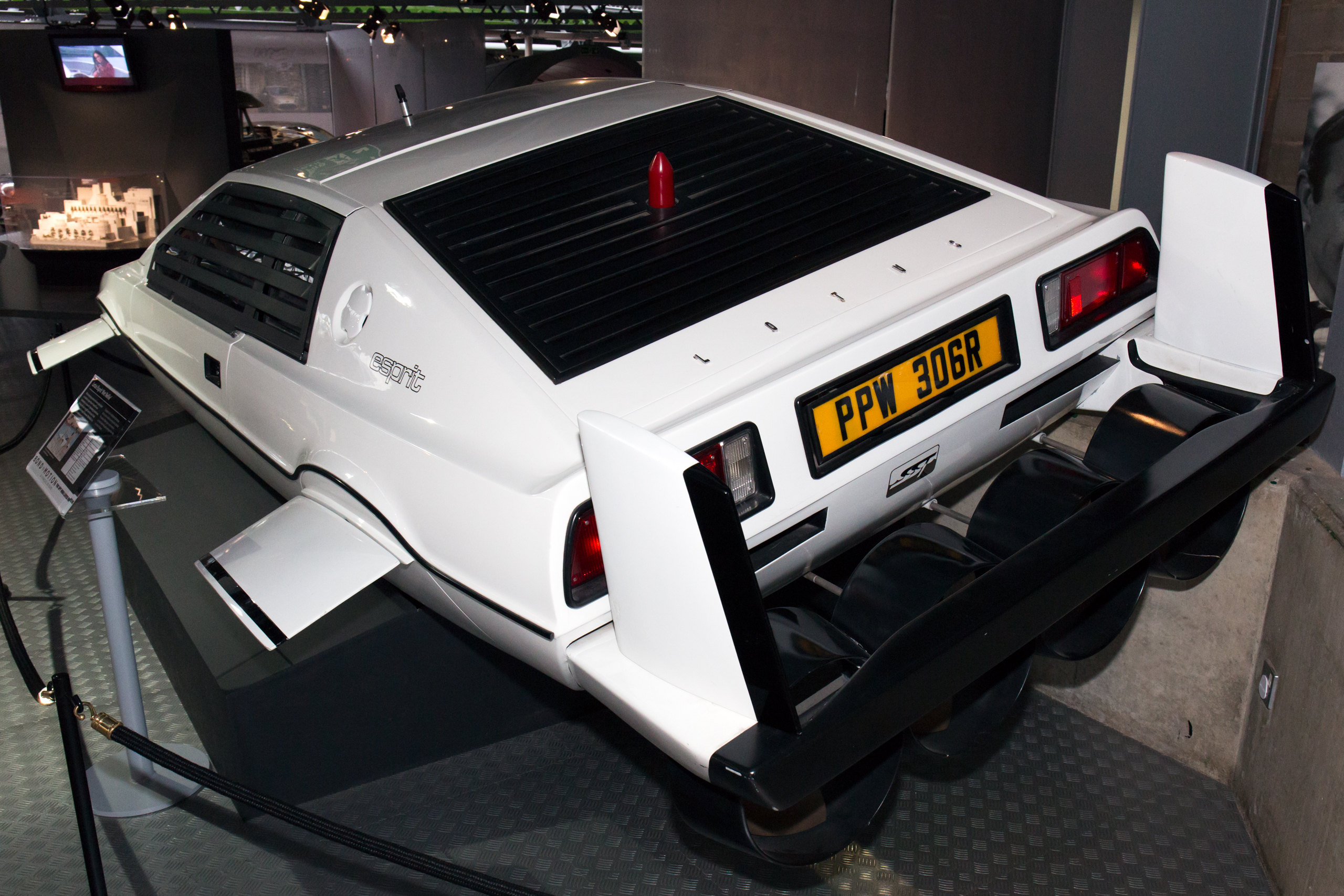
La Lotus Esprit amphibie, icône du film.

Arrivés en Sardaigne, ils récupèrent une Lotus Esprit et rencontrent la secrétaire de Stromberg, la jolie Naomi, qui les mène à l’Atlantis. Bond apprend le rêve de Stromberg : une utopique cité sous-marine, espoir du futur de l'humanité. Bond et Anya repartent, bientôt poursuivis par Requin et par d'autres sbires de Stromberg, le millionnaire ayant compris à qui il avait à faire. Bien que son véhicule ait un accident, Requin survit. Naomi tente alors de tuer les deux espions en les pourchassant à bord d'un hélicoptère. Bond profite des fonctionnalités amphibies de sa voiture pour se rendre invisible de l'hélicoptère, sous l'eau. Alors que Naomi pensait avoir tué les deux espions, Bond envoie un missile sol-air contre l'hélicoptère, qui explose en vol. Bond regagne la plage, à la suite d'une visite sous-marine de l’Atlantis et d'un affrontement avec des plongeurs. Ils retournent ensuite à l'hôtel, où Amasova apprend que son amant a été tué par Bond, qui ne faisait que se défendre. Anya jure de le venger s'ils survivent à la mission.

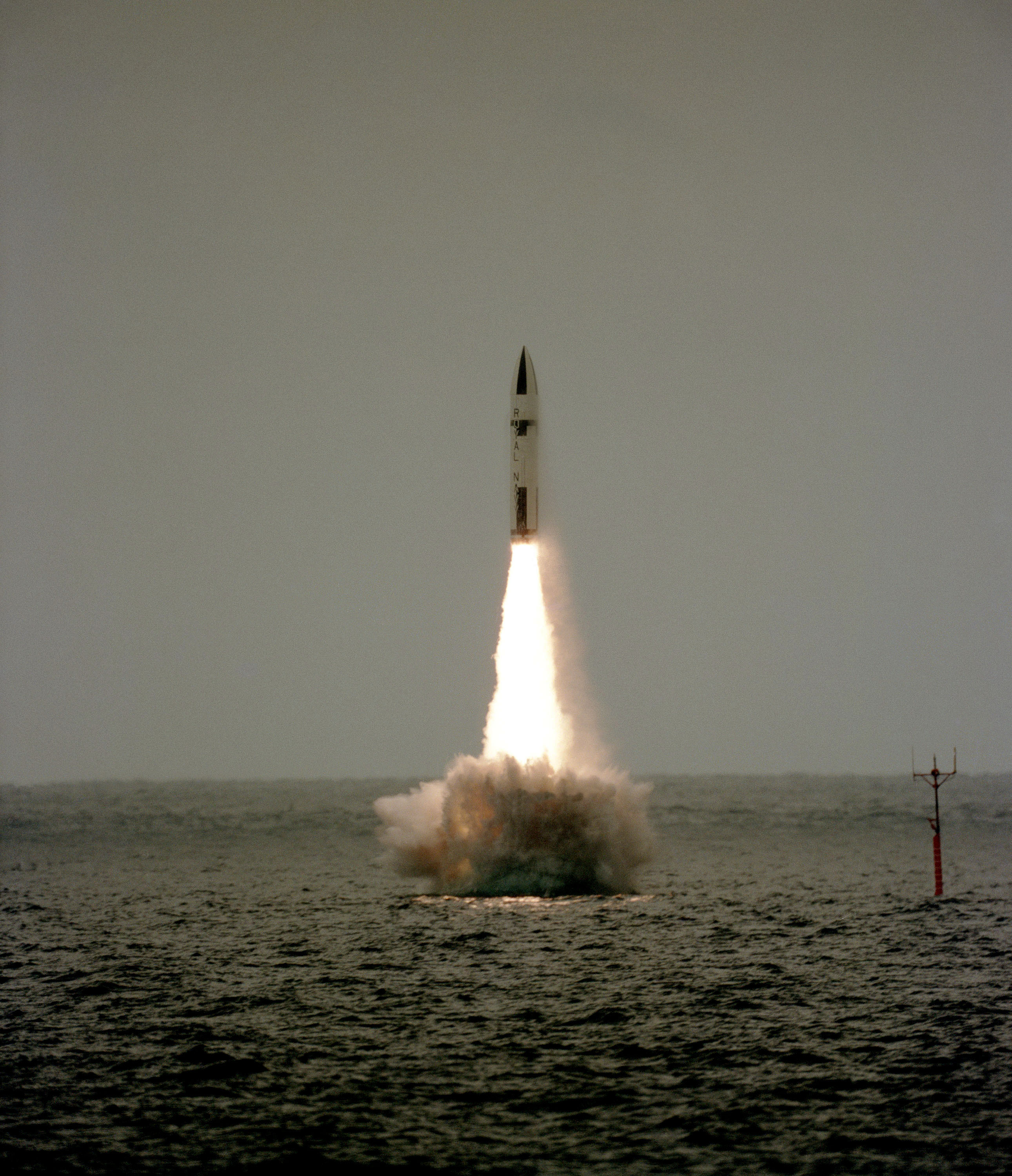
Un missile nucléaire Polaris lancé depuis un sous-marin britannique.

Malgré ces dernières tensions entre les deux espions, la mission se poursuit. Bond et Amasova se rendent dans un sous-marin américain, l’USS Wayne, lequel est bientôt avalé par l'un des pétroliers de la flotte de Stromberg, le Liparus. L'équipage du sous-marin capturé est contraint de se rendre. Bond tente de cacher Amasova. Cette dernière est repérée et les deux sont immédiatement amenés à Stromberg qui leur dévoile alors son plan : utiliser les deux sous-marins nucléaires stratégiques volés et lancer chacun un missile contre les villes de New York et de Moscou, ce qui plongera le monde dans une guerre nucléaire et le détruira, afin de recréer une civilisation sous-marine. Stromberg envoie alors Bond avec les prisonniers des trois sous-marins capturés et Amasova dans l’Atlantis.
L’agent 007 s'échappe puis libére les marins capturés. Il lance un assaut et tous ensemble capturent l'équipage du Liparus. Hélas, la salle de contrôle est inexpugnable. Bond utilise alors l'amorce d'une tête nucléaire afin de détruire le blindage et permettre la réussite de l'assaut. Bond apprend que les sous-marins sont sur le point de faire feu. Bond utilise alors le dispositif de contrôle du Liparus pour remplacer les coordonnées des cibles par celles des sous-marins « ennemis » afin que les deux submersibles se détruisent mutuellement. Après leur succès, ils échappent de justesse au naufrage du Liparus avec l’USS Wayne (et les survivants des trois équipages britannique, soviétique et américain entassés comme des sardines) où ils reçoivent l'ordre du Pentagone de détruire l’Atlantis.
Auparavant, 007 aimerait secourir Anya, l’agent XXX ; il demande donc un délai d'une heure à cette fin. Il se rend sur l’Atlantis en jet-ski et y affronte Stromberg. Bond l'élimine au cours d'un duel armé, puis cherche Anya. Il est alors une nouvelle fois confronté à Requin qu'il propulse dans le bassin du requin-tigre. Il quitte la salle sans savoir que son ennemi a survécu en tuant le poisson avec ses dents en acier. Bond retrouve Amasova juste avant que l'USS Wayne ne déclenche les tirs contre l’Atlantis. Ils s'évadent de la cité sous-marine dans une capsule de secours. Malgré tout ce qui s'est passé, Anya tient toujours à tuer Bond pour venger la mort de son amant. Finalement, elle lui pardonne. Lorsque les services secrets britanniques et soviétiques les retrouvent : ils s'embrassent.

## Fiche technique
- Titre : L'Espion qui m'aimait
- Titre original : The Spy Who Loved Me
- Réalisation : Lewis Gilbert, assisté d'Ernest Day et John Glen
- Scénario : Christopher Wood et Richard Maibaum, d'après le roman L'Espion qui m'aimait de Ian Fleming
- Musique : Marvin Hamlisch
- Photographie : Claude Renoir[1]
- Décors : Ken Adam
- Direction artistique : Peter Lamont
- Générique : Maurice Binder
- Production : Albert R. Broccoli
- Sociétés de production : EON Productions et Danjaq
- Société de distribution : United Artists
- Budget : 14 000 000 USD (estimation)[2]
- Pays de production :  Royaume-Uni,  États-Unis
- Langues originales de tournage : anglais, italien et arabe
- Format : couleurs - 2,35:1 - 35 mm
- Genre : espionnage, action
- Durée : 126 minutes
- Dates de sortie[3] :
  - Royaume-Uni : 7 juillet 1977 (première mondiale à Londres), 20 juillet 1977 (sortie nationale)
  - États-Unis : 3 août 1977
  - France : 12 octobre 1977

## Distribution
Sources et légendes : Version française (VF) sur AlloDoublage
- Roger Moore (VF : Claude Bertrand) : James Bond alias 007
- Barbara Bach (VF : Francine Lainé) : le major Anya Amasova alias l’agent Triple-X
- Curd Jürgens (VF : Lui-même) : Karl Stromberg
- Richard Kiel : Requin (Jaws en VO)
- Caroline Munro (VO : Barbara Jefford, VF : Monique Morisi) : Naomi
- Geoffrey Keen (VF : Antoine Marin) : Sir Frederick Gray, ministre de la Défense
- Walter Gotell (VF : Yves Barsacq) : le colonel général Anatol Alexis Gogol, directeur du KGB
- Edward de Souza (VF : Michel Bardinet) : le cheikh Hosein
- Vernon Dobtcheff (VF : Jacques Ebner) : Max Kalba
- George Baker : le capitaine Benson
- Desmond Llewelyn (VF : Louis Arbessier) : « Q »
- Lois Maxwell (VF : Anne Kerylen) : Miss Moneypenny
- Michael Billington : Sergei Barsov (pré-générique)
- Olga Bisera (VF : Béatrice Delfe) : Felicca
- Bernard Lee (VF : Jean Brunel) : « M »
- Shane Rimmer (VF : Dominique Paturel) : le commandant Carter (USS Wayne)
- Sydney Tafler : le capitaine du pétrolier Liparus
- Bryan Marshall : le commandant Talbot (HMS Ranger)
- Valerie Leon (VF : Annie Balestra) : la réceptionniste de l'hôtel en Sardaigne
- Sue Vanner : Martine Blanchaud, la fille au chalet (pré-générique)
- Nadim Sawalha (en) : Aziz Fekkesh
- Eva Rueber-Staier : Rubelvitch
- Robert Brown : l’amiral Hargreaves, commandant de la force nucléaire sous-marine (futur « M »)
- Marilyn Galsworthy : Kate Chapman, assistante de Stromberg
- Milton Reid (en) (VF : Roger Rudel) : Sandor
- Cyril Shaps : Dr Bechmann, co-inventeur du système de traçage de sous-marin
- Milo Sperber (en) : Pr Markowitz, co-inventeur du système de traçage de sous-marin
- Albert Moses : le barman du Mojaba Club
- Nicholas Campbell : un membre de l'équipage (USS Wayne)
- Garrick Hagon : un membre de l'équipage (USS Wayne)
- Anthony Forrest : Palmer (USS Wayne)
- Christopher Muncke : Carrol (USS Wayne)
- Dean Warwick : Turgeon (USS Wayne)
- Kim Fortune : lieutenant de navigation (HMS Ranger)
- Jeremy Bulloch : Andrews (HMS Ranger)
- Sean Bury : Eddie G. Fraiser (HMS Ranger)
- David Auker (en) : Peters (HMS Ranger)
- John Salthouse : James Hunt (HMS Ranger)
- Dawn Rodrigues : une concubine du cheikh Hosein
- Felicity York : une concubine du cheikh Hosein
- Anika Pavel : une concubine du cheikh Hosein
- Jill Goodall : une concubine du cheikh Hosein
- Jeremy Wilkin (en) : le capitaine Forsyth (non crédité)
- Bob Simmons : Ivan, le voyou du KGB (non crédité)
- Chris Webb : Boris, le voyou du KGB (non crédité)
- Victor Tourjanski : le touriste étonné sur la plage (non crédité)
- Michael G. Wilson : un homme au théâtre des pyramides (caméo, non crédité)
- Caroline Cheshire : une danseuse à l'intro titres du film
- Anna Noble : une danseuse à l'intro titres du film

## Lieux de l'action
- Angleterre, Londres (pré-générique)
- Union soviétique, Moscou (Kremlin) (pré-générique)
- Autriche, Berngarten, Alpes autrichiennes (pré-générique)
- Écosse, Helensburgh
- Égypte
  - Le Caire
  - Pyramides de Gizeh
  - Temple de Louxor
  - Temples d'Abou Simbel
- Italie
  -  Sardaigne, Costa Smeralda,
  - Cagliari
  - Mer Méditerranée (Atlantis, base de Stromberg)

## Production

### Genèse et écriture
La pré-production du film a été retardée pendant près de trois années. Harry Saltzman a dû céder ses parts de la société mère d'EON, Danjaq, à United Artists. Des litiges juridiques sur les droits d'adaptation des romans de Ian Fleming sont alors survenus. Saltzman s'était lancé dans plusieurs autres entreprises douteuses[réf. nécessaire] et devait faire face à de gros problèmes financiers personnels ainsi qu'au cancer terminal de sa femme.
Guy Hamilton, qui avait alors réalisé quatre James Bond dont les trois qui précédaient celui-ci, devait revenir pour réaliser le film[réf. à confirmer], préféra l'opportunité de réaliser Superman en 1978, film finalement mis en scène par Richard Donner. C'est finalement Lewis Gilbert, réalisateur de On ne vit que deux fois en 1967, qui est choisi.
EON se heurte aux difficultés juridiques du scénario. À la suite d'un procès remporté par Kevin McClory contre à Ian Fleming, le personnage de Blofeld ainsi que celui du SPECTRE ne peuvent être utilisés à l'écran. Albert R. Broccoli approche de nombreux auteurs pour travailler le script : Stirling Silliphant, John Landis, Ronald Hardy, Anthony Burgess ou encore Derek Marlowe. Le producteur britannique de science-fiction Gerry Anderson a déclaré avoir fait une suggestion de thème (finalement utilisée pour Moonraker). Finalement, Richard Maibaum se charge du scénario en essayant d'y incorporer les idées des auteurs. Le scénario original de Maibaum faisait état d'une alliance de terroristes internationaux attaquant le QG du SPECTRE et voulant établir un nouvel ordre mondial. Cela n'a pas été conservé. Lewis Gilbert intègre alors comme coscénariste l'écrivain Christopher Wood, grand fan des romans de James Bond. Lewis Gilbert souhaite se rapprocher des romans et s'éloigner du style de Sean Connery. Albert R. Broccoli demande à Wood de créer un méchant avec des dents d'acier, inspiré par un personnage nommé Horror dans l'un des romans de Fleming. Kevin McClory menace de poursuivre en justice Albert R. Broccoli si Blofeld et le SPECTRE apparaissent dans le film, car il déclare en être le créateur. Toute référence à ces personnages est alors supprimée. Le personnage de Karl Stromberg est créé pour se substituer à celui de Blofeld.

### Attribution des rôles
James Mason a été approché pour le rôle de Karl Stromberg. Il sera envisagé également pour celui de Hugo Drax dans Moonraker.
Curd Jürgens, qui interprète le méchant Karl Stromberg, avait déjà joué un rôle similaire en 1968 où il était l'adversaire d'un autre espion célèbre dans Pas de roses pour OSS 117 d'André Hunebelle. Il jouait alors le Major, adversaire d'Hubert Bonisseur de la Bath alias OSS 117 joué par John Gavin.
C'est la première apparition du général Anatol Gogol dans la série qui deviendra récurrente dans les cinq films suivants. L'acteur qui le joue, Walter Gotell, avait auparavant joué Morzeny dans Bons baisers de Russie (1963).
L'amant de l'agent XXX, Sergeï Barsov, était interprété par Michael Billington, lui-même envisagé un temps pour incarner Bond. S'il ne parvint jamais à être 007 au grand écran, Billington joua le rôle de l'agent secret lors des bouts d'essai tournés pour le premier rôle féminin.
Shane Rimmer, qui joue le rôle du commandant Carter du sous-marin USS Wayne, avait déjà joué deux fois dans un des films de la saga. Il joue le rôle d'un opérateur radar dans On ne vit que deux fois (1967) et un petit rôle dans Les diamants sont éternels (1971).

### Tournage
Le tournage débute le 31 août 1976 et se termine le 26 janvier 1977.

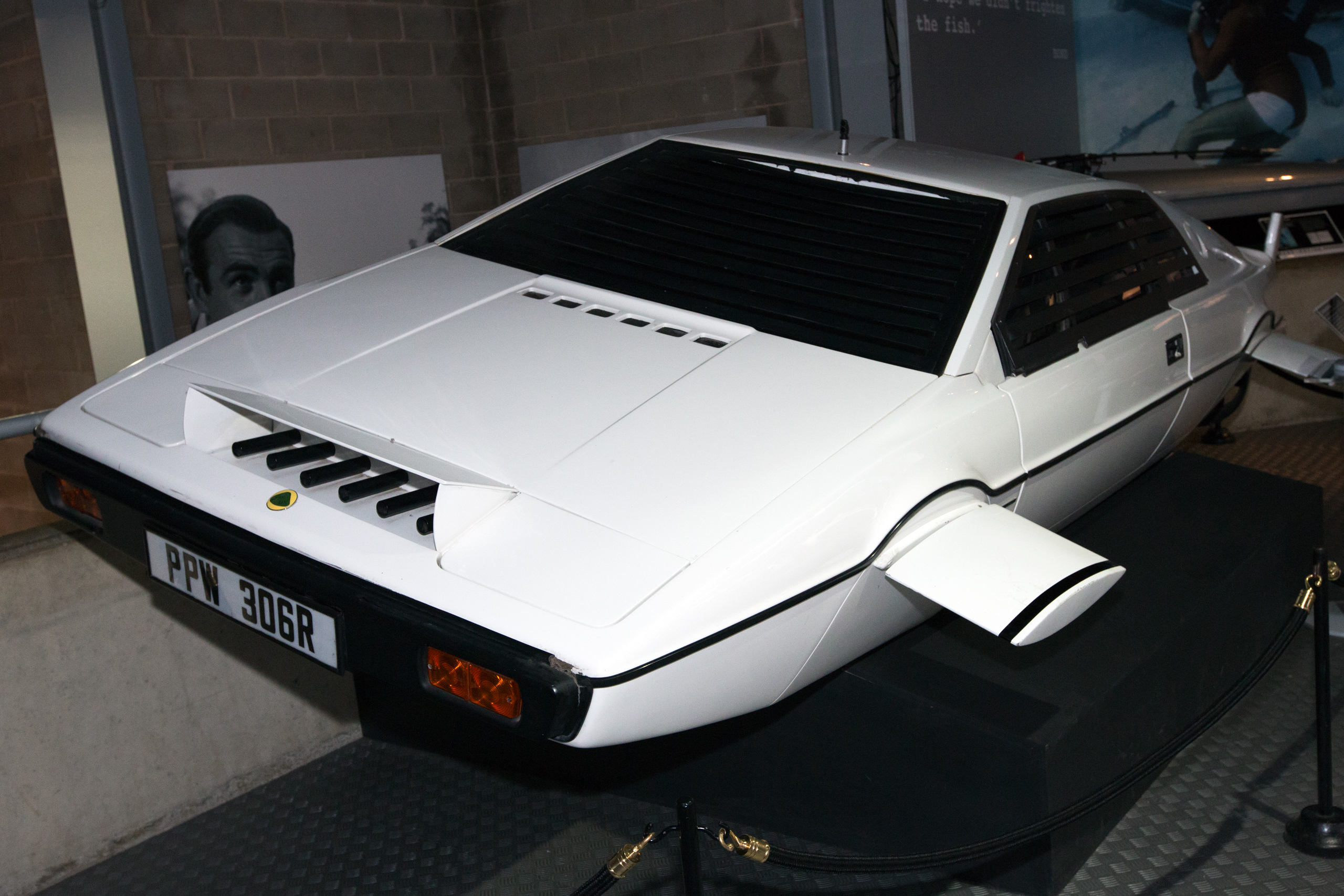
La Lotus Esprit amphibie.

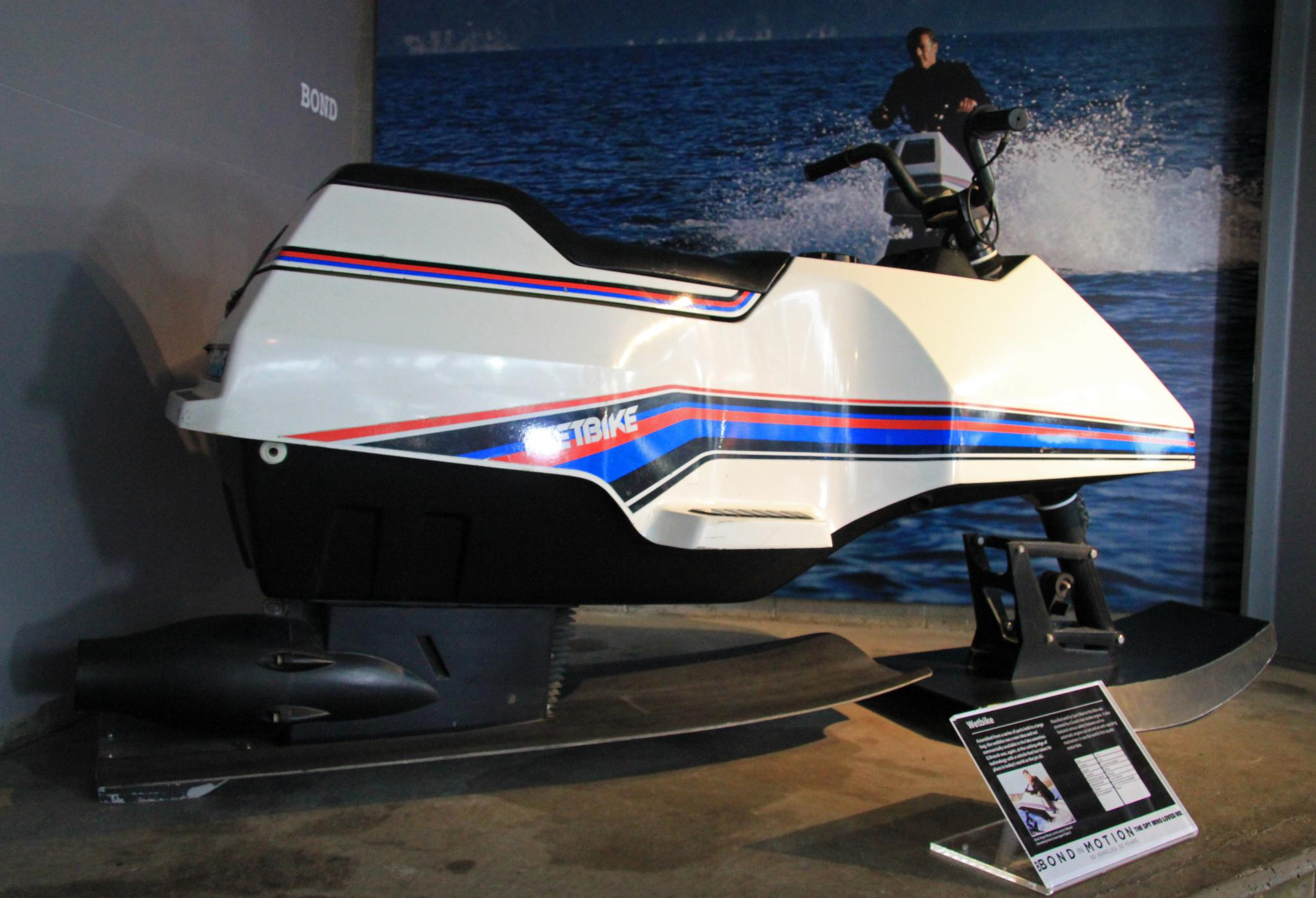
Scooter des mers ou "Wetbike"

Les scènes sous-marines montrant la Lotus amphibie, les maquettes du pétrolier Liparus et de l'Atlantis (le repaire de Stromberg) ont été filmées à Nassau aux Bahamas,.
Les scènes d'intérieur se déroulant au Mojaba club, dans le bureau de M, dans le train ou sous la tente de Hussein ont été tournées aux studios Pinewood en Angleterre. Celles se déroulant à l'intérieur du pétrolier Liparus ont été tournées dans une nouvelle annexe de Pinewood spécialement créée pour l'occasion et inaugurée en 1976.
La scène d'action à ski du pré-générique a été tournée en réalité sur le mont Asgard en Terre de Baffin au Canada,.
Lieux de tournage
 Royaume-Uni
- Angleterre, Pinewood Studios
- Écosse, Base navale de Faslane

 Égypte
- Le Caire
- Mosquée Ibn Touloun
- Pyramides de Gizeh
- Louxor
- Médinet Habou
- Ramesséum
- Karnak
- Le Nil
- Temples d'Abou Simbel

 Sardaigne
- Port de Palau
- Costa Smeralda
- Porto Cervo
- Cap Caccia
- San Pantaleo
- Olbia

 Malte
- Malta Film Facilities

 Bahamas
- Nassau : Les scènes sous-marines

 Japon
- Okinawa (Recherches préliminaires pour la base de Stromberg)

 Suisse
- Saint-Moritz

 Canada
- Mont Asgard (à l'époque du tournage, Territoires du Nord-Ouest et depuis 1999, Nunavut)[11].

Lieux d'actions selon la chronologie du film
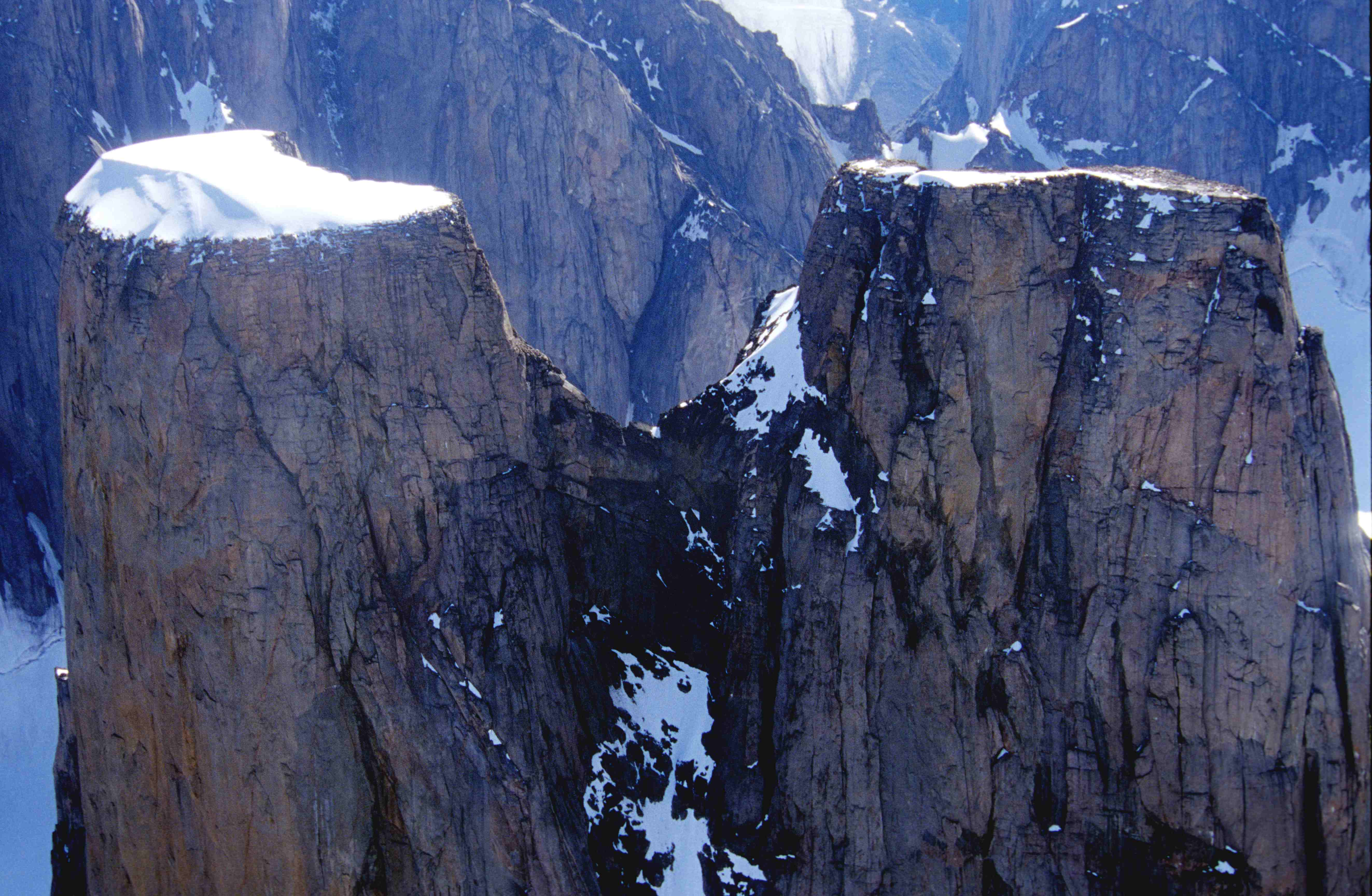
Mont Asgard.
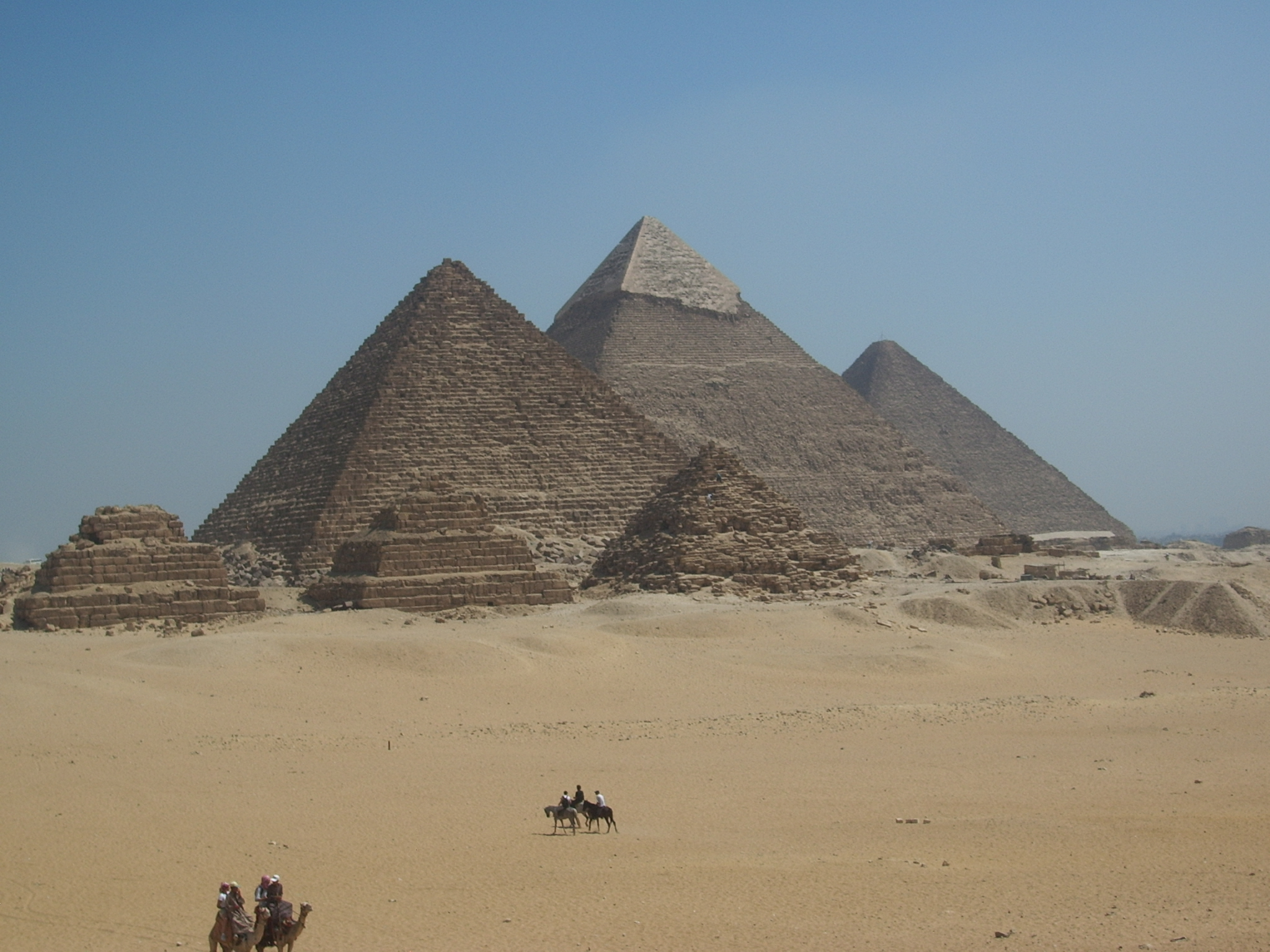
Pyramides de Gizeh.
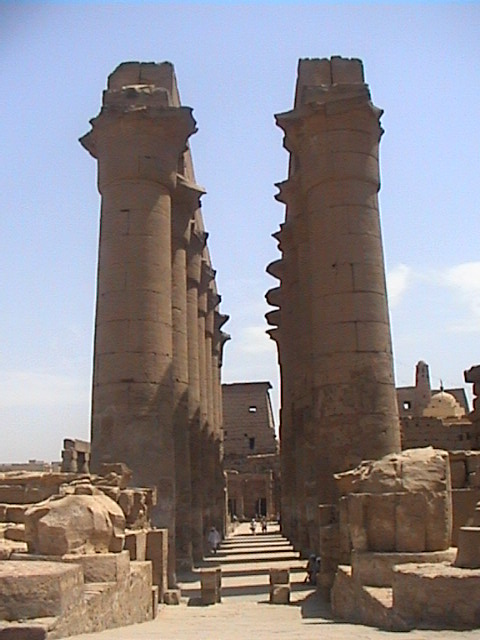
Temple de Louxor.
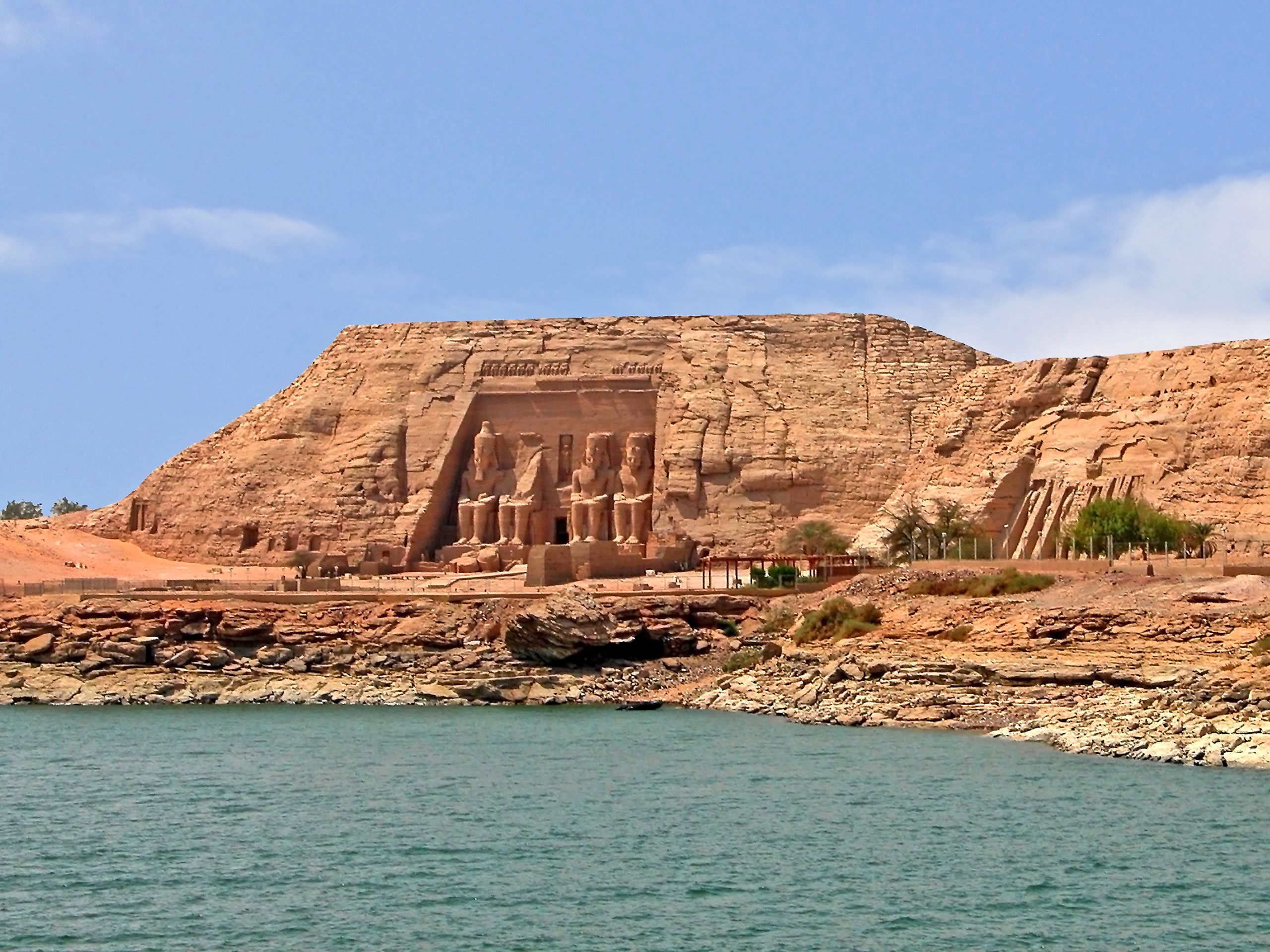
Temples d'Abou Simbel.
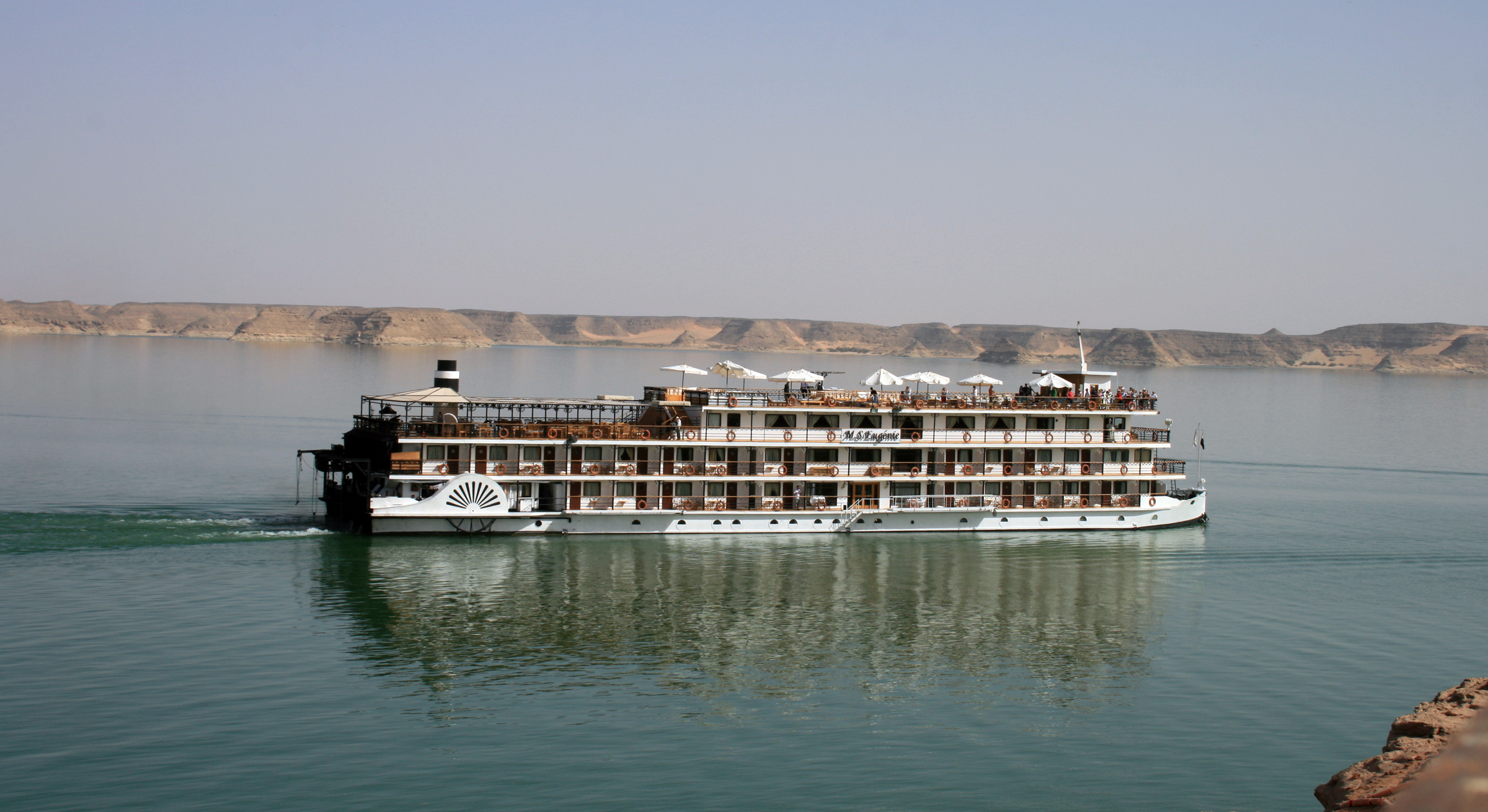
Abou Simbel.
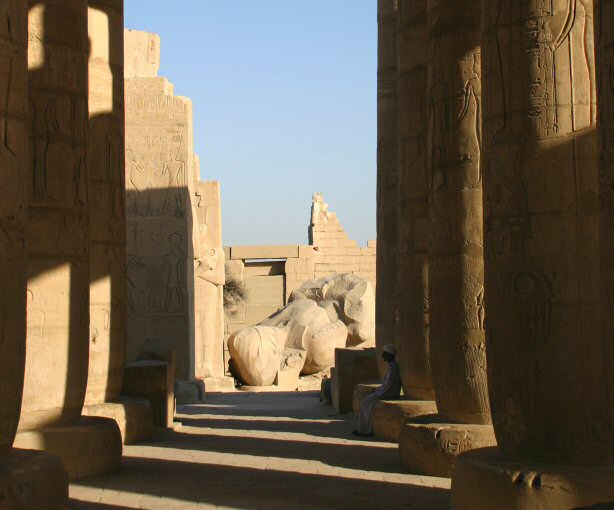
Ramesséum.
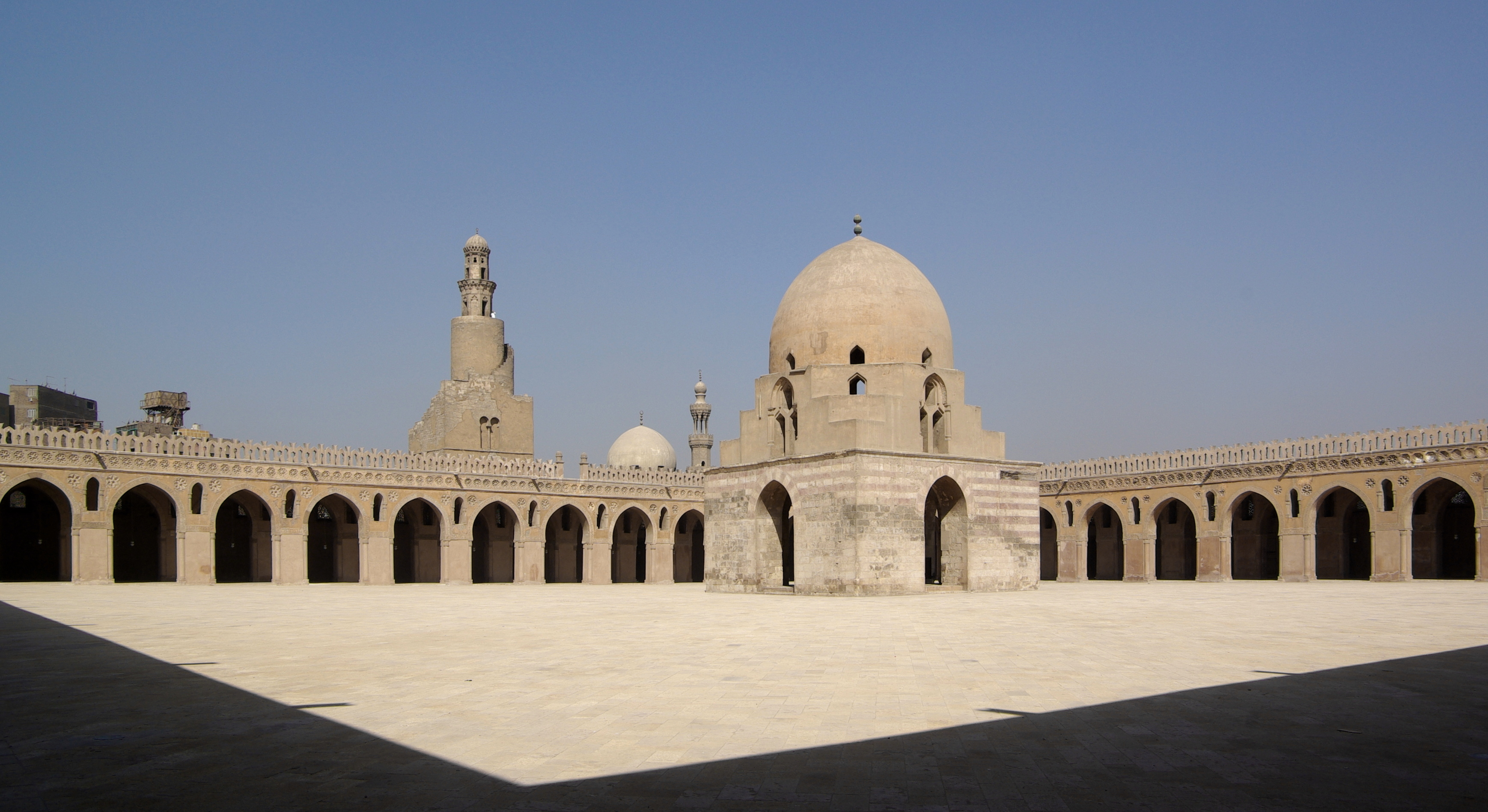
Mosquée Ibn Touloun.
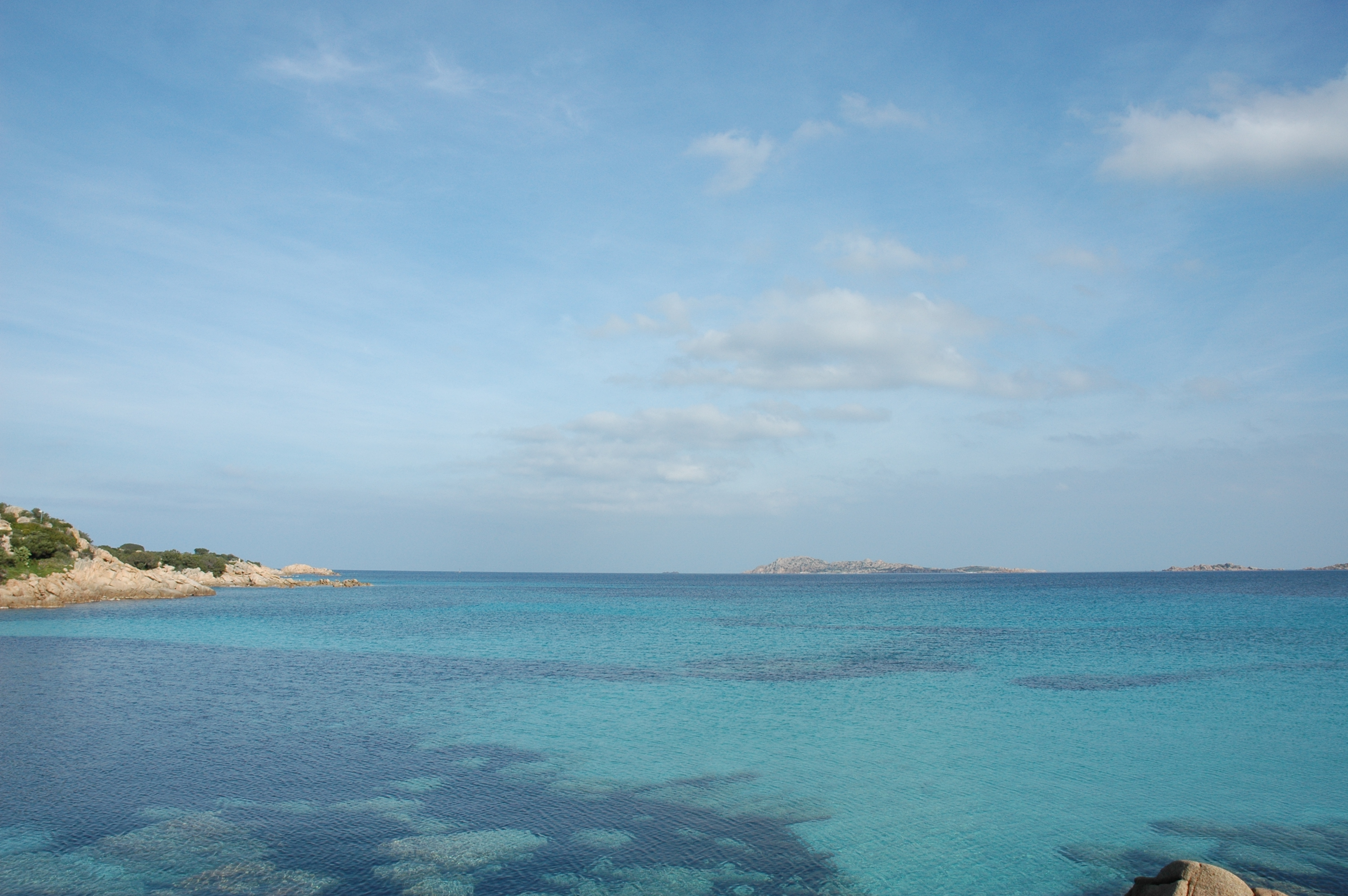
Costa Smeralda.

## Bande originale
Bandes originales James Bond
L'Homme au pistolet d'or
(1974) Moonraker
(1979)
Marvin Hamlisch compose la bande originale du film.
La chanson de la séquence-titre est titrée Nobody Does It Better. Composée par Marvin Hamlisch, écrite par Carole Bayer Sager et interprétée par Carly Simon, elle sera un grand succès, et restera notamment numéro 2 pendant trois semaines au Billboard Hot 100 américain. Marvin Hamlisch avoue s'être inspiré de Mozart pour la composer. On peut d'ailleurs entendre
l'air sur la corde (2e mouvement de la suite orchestrale no 3 en ré majeur BWV 1068) de Jean-Sébastien Bach dans la scène où l'assistante de Stromberg se fait dévorer par un requin. Ainsi que le Concerto pour piano no 21 de Mozart dans la scène où l'Atlantis émerge, ainsi que d'autres morceaux classiques comme Nocturnes Op. 27 de Frédéric Chopin. Par ailleurs, le thème de Lawrence d'Arabie est joué quand James Bond et Anya Amasova marchent dans le désert,. Un jeune assistant-monteur l'avait insérée pour la blague et cela a finalement été retenu.[précision nécessaire].
La bande originale de Hamlisch est marquée par la vague disco des années 1970. Bond '77, version disco du James Bond Theme de Monty Norman, est notamment influencée par You Should Be Dancing des Bee Gees.
Liste des titres
1. Nobody Does It Better (Main Title) – Carly Simon – 3:29
2. Bond 77 – 4:19
3. Ride to Atlantis – 3:28
4. Mojave Club – 2:13
5. Nobody Does It Better (Instrumentale) – 4:43
6. Anya – 3:19
7. The Tanker – 4:24
8. The Pyramids – 1:37
9. Eastern Lights – 3:22
10. Conclusion – 1:37
11. Nobody Does It Better (End Title) – Carly Simon – 3:25

## Sortie et accueil

### Accueil critique
Sur l'agrégateur américain Rotten Tomatoes, le film récolte 80 % d'opinions favorables pour 56 critiques. Sur Metacritic, il obtient une note moyenne de 55⁄100 pour 12 critiques.

### Box-office
Au Box office mondial de 1977, le film arrive à la septième place derrière respectivement : La Guerre des Etoiles, Cours après moi shérif, Rencontres du troisième type, La Fièvre du samedi soir, Un pont trop loin et Les Grands Fonds.
Aux États-Unis, sorti le 13 juillet 1977, le film engrange $45,313,255 dans 200 cinémas sur 172 jours/24 semaines, devancé par La Guerre des Etoiles sorti le 25 mai avec une recette de $195,666,111 dans 1750 cinémas sur 951 jours/135 semaines et Les Grands Fonds ("The Deep" en VO) sorti le 17 juin avec une recette de $47,346,365 dans 731 cinémas sur 198 jours/28 semaines.
Sorti le 12 octobre 1977 en France, même s'il fait 3 500 993 entrées, le film doit subir une concurrence rude avec La Guerre des Etoiles avec 6 463 171 entrées puis Les Aventures de Bernard et Bianca (The Rescuers) qui s'accroche en tête du box-office avec 7 234 163 entrées. Sur la même période, le film est talonné par Deux Super-flics joué par Terence Hill et Bud Spencer, L'Animal de Claude Zidi avec Jean-Paul Belmondo et Raquel Welch et Diabolo menthe de Diane Kurys qui font tous chacun plus de 3 000 000 d'entrées.

## Distinctions
Source : Internet Movie Database

### Récompenses
- Goldene Leinwand 1978 pour United Artists
- ASCAP Film and Television Music Awards 1989 : standard de film le plus interprété pour Nobody Does It Better composée par Marvin Hamlisch et écrite par Carole Bayer Sager

### Nominations
- Oscars 1978 : meilleure direction artistique pour Ken Adam, Peter Lamont et Hugh Scaife, meilleure musique pour Marvin Hamlisch, meilleure chanson originale pour Nobody Does It Better
- BAFTA 1978 : meilleure musique pour Marvin Hamlisch, meilleure direction artistique pour Ken Adam
- Golden Globes 1978 : meilleure musique pour Marvin Hamlisch, meilleure chanson originale pour Nobody Does It Better
- Grammy Awards 1978 : meilleur album d'une bande originale écrite pour un film ou un programme télévisé pour Marvin Hamlisch
- Writers Guild of America Awards 1978 : meilleure comédie adaptée d'un autre média pour Christopher Wood et Richard Maibaum

## Commentaires